# Wsparcie
Wsparcie – działania sił lub ich części, które pomagają, zabezpieczają, uzupełniają lub wspierają działania każdego innego rodzaju sił.
Wsparcie wojskami to działania bojowe prowadzone przez pododdziały i oddziały na korzyść innych rodzajów wojsk lub innych jednostek. Wsparcie ma na celu okazanie pomocy walczącym wojskom w wykonaniu przez nie postawionego zadania bojowego. 
Dowódca wspierany nie posiada uprawnień do stawiania zadań wspierającym go siłom. Realizują one zadania postawione przez swojego przełożonego.

## Pojęcia
Z terminami tymi łączą się następujące pojęcia:
Wsparcie bliskie – działania sił wspierających przeciw celom lub obiektom znajdujących się w bezpośredniej styczności z siłami wspieranymi, gdzie wymagana jest dokładna integracja lub koordynacja działań wsparcia z ogniem, ruchem lub innymi działaniami sił wspieranych.
Atak wspierający – działanie ofensywne przeprowadzane w połączeniu z głównym atakiem, mające na celu osiąganie jednego lub większości z następujących celów: 
a) wprowadzenie przeciwnika w błąd,
b) zniszczenie lub przygwożdżenie sił przeciwnika, które mogłyby zakłócić atak główny,
c) kontrola terenu, którego okupacja przez nieprzyjaciela utrudni aby atak główny,
d) zmuszenie nieprzyjaciela do przedwczesnego uruchomienia rezerw (albo w nieistotnym rejon
Ogień wspierający (wsparcie ogniowe) - ogień prowadzony przez jednostki wspierające w celu wsparcia lub ubezpieczenia jednostki walczącej.
Ogień wsparcia bliskiego - ogień prowadzony przeciwko sile żywej, uzbrojeniu lub obiektom przeciwnika, które ze względu na ich bliskość stanowią bezpośrednie zagrożenie dla jednostki wspieranej.
Dalekosiężne wsparcie ogniowe - Ogień skierowany przeciw obiektom nie leżącym w bliskim sąsiedztwie sił własnych, prowadzony w celu neutralizacji i zniszczenia rezerw i uzbrojenia przeciwnika, oddziaływający na jego dowodzenie, zaopatrzenie, środki łączności i obserwacji.
Ogień wsparcia bezpośredniego - ogień prowadzony w celu wsparcia danej części sił, w odróżnieniu od ognia wsparcia ogólnego, który jest prowadzony w celu wsparcia tych sił jako całości.
Dowódca wspierany – dowódca ponoszący główną odpowiedzialność za wszelkie aspekty zadania przydzielonego przez organ dowodzenia oraz który przyjmuje siły i inne wsparcie ze strony jednego lub więcej dowódców wspierających.
Dowódca wspierający - dowódca, który zapewnia wspieranemu dowódcy siły lub inne wsparcie i/lub opracowuje plan wsparcia.
Jednostka wspierająca – jednostka bojowa wyznaczona na ustalony okres do prowadzenia działań  na korzyść innych oddziałów; wykonując zadania bojowe postawione przez dowódcę oddziału wspieranego nie przestaje podlegać organizacyjnie bezpośredniemu przełożonemu.